# Dawn Zimmer
Dawn Zimmer (n. Towson, Maryland, Estados Unidos, 16 de abril de 1968) es una política, profesora, fotógrafa e historiadora estadounidense. Es la 38ª alcaldesa de la ciudad de Hoboken (Nueva Jersey).

## Primeros años
Nacida en la localidad de Towson en el Estado de Maryland, el día 16 de abril de 1968, tiene raíces alemanas e irlandesas. Se crio en la ciudad de Laconia (Nuevo Hampshire) y cursó sus estudios de primaria y secundaria en escuelas públicas. Posteriormente, 1990, se graduó en Historia con la calificación de Cum laude por la Universidad de Nuevo Hampshire.
Al terminar sus estudios universitarios se fue a vivir a Japón, donde estuvo hasta 1993 ejerciendo como profesora de inglés en una escuela privada de idiomas. También ha estado trabajando durante cuatro años en el Grupo Sumitomo, donde se encargaba de las comunicaciones internas y externas, y durante tres años en la empresa Edelman, donde se ocupaba de las relaciones públicas especializadas en comunicación de crisis por todo el mundo. Tiempo más tarde ha trabajado como fotógrafa de retratos familiares y como directora de mercadotecnia en la empresa de joyería de su marido. En septiembre de 2002, Zimmer y su familia se trasladaron a vivir desde Nueva York a la ciudad de Hoboken (Nueva Jersey).

## Carrera política

### Primeras apariciones públicas

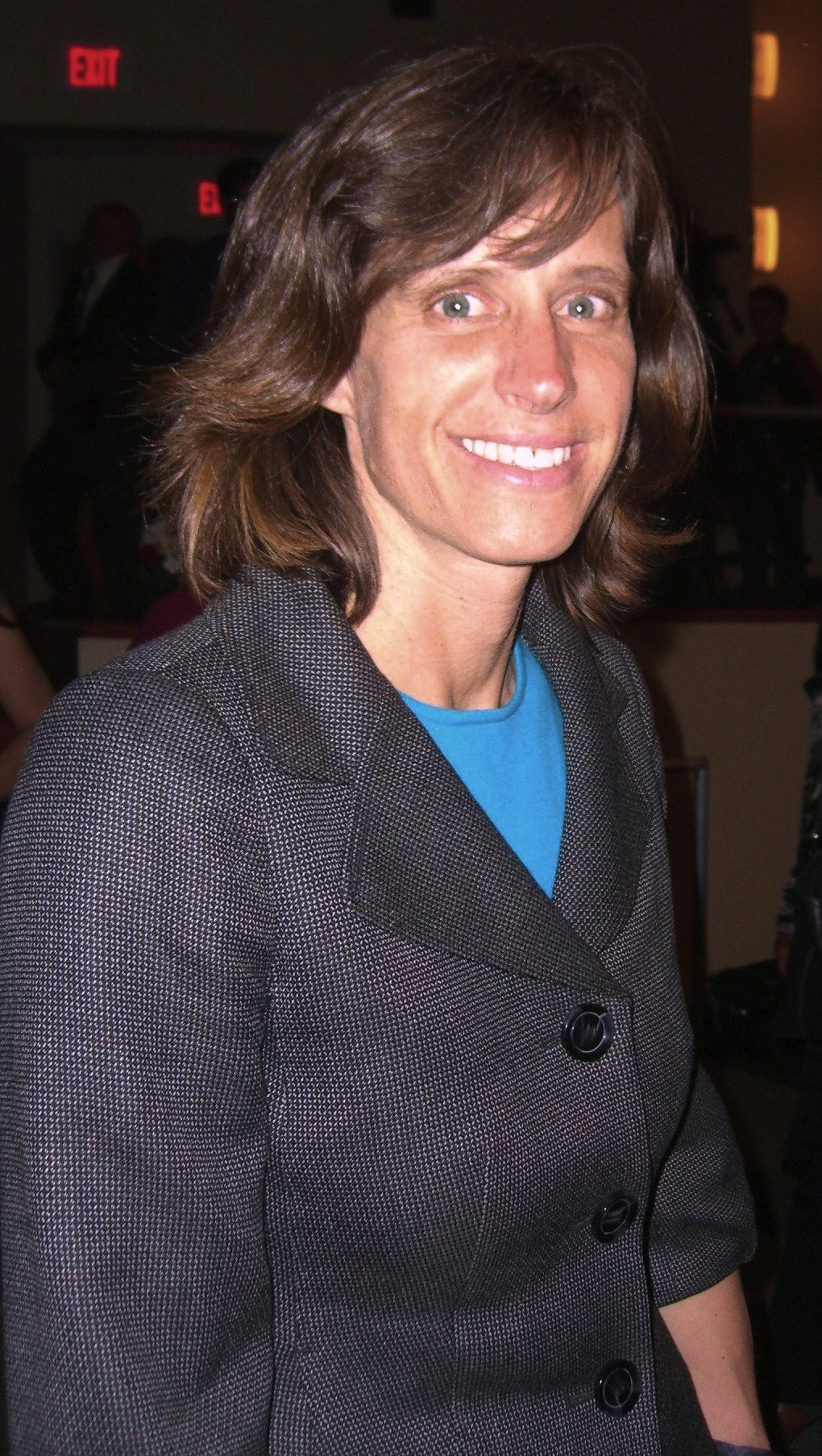
Zimmer en la ceremonia de juramento de la Ciudad de Unión, del Mayor Brian P. Stack, mayo 18, 2010.

Zimmer se involucró en la vida pública de Hoboken a partir de 2006, cuando se unió a un Comité para defender que hubiera más espacios verdes y parques en el suroeste de Hoboken. Ella también servido como miembro de tablero del Kaplan Cooperativo Preescolar y tan secretario del Profesor de Padre Organización Estudiantil para el Elysian Escuela de Carta. En 2007,  esté en cartelera Hoboken Ayuntamiento en el 4.º Ward contra Christopher incumbente Campos. En la primera elección en mayo, ni el candidato logró 50 por ciento, necessitating un runoff elección. Zimmer outpolled Campos En el junio runoff por ocho votos, pero Campos desafió los resultados, cobrando que las papeletas ausentes eran impropiamente manejó. Zimmer En girar cobrado que Campos había recibido vota de no-residentes. Un segundo runoff se apellidó en noviembre, con Zimmer derrotando Campos por un margen de 1,070 votos a 956.
En octubre de 2007, Zimmer, cuando Hoboken  4.º Ward Councilwoman, apoyado un referéndum de votante para crear un Fondo de Confianza Espacial Abierto. Originalmente este fondo podría haber sólido mantenimiento de paga encima existiendo parques pero Councilwoman Zimmer y otro Councilpeople votó para asegurar que sólo sea utilizado para la adquisición de espacio nuevo y el mantenimiento de espacio nuevo.

### Alcaldesa de Hoboken
Zimmer se presentó a la alcaldía de Hoboken en 2009. En la primera vuelta perdió ante Peter Cammarano por 161 votos. El 1 de julio, cuando Cammarano fue investido alcalde, el Ayuntamiento eligió por unanimidad a Zimmer como Presidenta del Consejo.
El 23 de julio de 2009, Cammarano fue arrestado por el FBI en el marco de la Operación Big Rid, que investigaba la corrupción y el lavado internacional de dinero. Cammarano fue acusado por un testigo anónimo de haber recibido un soborno de 25.000 dólares en efectivo. Ese mismo testigo declaró que había intentado acercarse al personal de campaña de Zimmer, pero en ningún momento consiguió obtener una entrevista con ella. A partir de entonces, Zimmer se unió a otros oficiales locales para pedir la dimisión de Cammarano.
El 31 de julio de 2009, Cammarano dimitió y Zimmer fue inmediatamente investida como alcalde en su lugar.  El 3 de noviembre de 2009 ganó una elección especial para completar el resto del mandato de Cammarano. En esa elección especial, Zimmer se enfrentó a seis adversarios: la concejala Beth Mason; el empresario Frank Raia; el exjuez de la Corte Municipal de Hoboken, Kimberly Glatt; el cofundador del Club Republicano de Hoboken, Nathan Brinkman; el asesor de administración de Everton, A. Wilson; y la exagente de Correccionales Patricia Waiters. Zimmer obtuvo un 43% del voto, frente a Mason, que quedó en segundo lugar con un 23% de votos, y Raia, que quedó en tercera posición con un 18%. Al tratarse de una elección especial, no fue necesaria una segunda vuelta y Zimmer fue investida alcalde el 6 de noviembre de 2009, abandonando su puesto como concejala. En 2008, la ciudad de Hoboken había quedado bajo supervisión estatal debido a su déficit presupuestario de 11.7 millones de dólares. Al final del primer mandato de Zimmer, Hoboken había logrado equilibrar su presupuesto y su prima de riesgo pasó de ser calificada con BBB- a obtener una calificación de AA+, la segundo más alta del índice S&P. Gracias a estos éxitos, Zimmer fue reelegida alcaldesa en noviembre de 2013.
Zimmer desempeñó un papel muy significativo en la privatización del Hospital Universitario de Hoboken (conocido anteriormente como Hospital St. Mary), consiguiendo de esta manera evitar su cierre en 2011. El hospital, conocido por ser el más antiguo de Nueva Jersey, había estado a punto de ser clausurado debido a sus graves problemas financieros. La alcaldía de Hoboken había avalado 52 millones de la deuda del hospital, por lo que su bancarrota y cierre habría tenido efectos devastadores para las finanzas de la ciudad.

#### Consecuencias del HuracánSandy
En 2012 Zimmer era ampliamente aclamado para liderazgo durante el Huracán de consecuencias Sandy. Encima septiembre 9, 2013,  esté reconocida tan "Héroe del Puerto" por el Metropolitano Waterfront Alianza para su trabajo "para hacer su ciudad un modelo nacional para preparedness, conociendo con FEMA y oficiales estatales, urbanos planners, científicos y muchos otros para crear un 'solución integrada.'" Para su liderazgo durante Huracán Sandy Mayor Zimmer estuvo nombrado a Huracán Sandy del Presidente Reconstruyendo Fuerza de Tarea.
En noviembre de 2013, Presidente Obama nombró Zimmer a la Fuerza de Tarea Presidencial encima Clima Preparedness y Resilience.
En diciembre de 2013, Mayor Zimmer atestiguó antes del Comité de Senado de los EE.UU. en Pequeño Empresarial & Entrepreneurship el jueves, diciembre. Hable el Huracán de impacto Sandy ha tenido en Hoboken y los retos todavía afrontados con el proceso de recuperación. Conozca con Miembros de Congreso para destacar el unmet necesidades de negocios y residentes.
Esté invitada a Geneva, Suiza para presentar en ONU Plataforma Global para Conferencia de Reducción de Riesgo de Desastre.

#### Matrimonio del mismo sexo
Zimmer ha apoyado abiertamente los matrimonios del mismo sexo y ha instado públicamente al Gobernador Christie a cambiar su posición en contra de dichas uniones. Es más, el 27 de octubre de 2013, Zimmer ofició el primer matrimonio del mismo sexo de Hoboken.

#### Relación con Chris Christie, Gobernador de Nueva Jesey
En mayo de 2010 Zimmer Gobernador invitado Christie para hablar en Hoboken en su primer de una serie de reuniones de ayuntamiento durante el estatales apoyando el 2% impuesto leva gorra. Apoye la gorra de impuesto de la propiedad como la parte de un paquete de legislación que incluye cambios al proceso de arbitraje, compartió servicios y el proceso disciplinario. " Hay nada partisan aproximadamente siendo listo y responsable con el dinero confiado [a nosotros] por nuestros ciudadanos", Zimmer dijo. Aquel septiembre Christie estuvo invitado atrás a la ciudad para hablar en Elysian Escuela de Carta sobre su orden del día de reforma de la educación y la función de escuelas de carta. Zimmer, de quién dos niños atienden Elysian Escuela de Carta, repitió preocupaciones en la viabilidad de financiar escuelas de carta, en ligeros de la carencia de ayuda estatal para facilidad-relacionó gastos.
Encima agosto 20, 2013 La Estrella-Ledger reportero Jenna Portnoy posted encima Twitter aquello Zimmer había declarado no apruebe cualquier candidato importante en la carrera de aquel noviembre enfrentando Republicano Christie contra Senador Estatal Democrático Barbara Buono.

#### Alegaciones contra los oficiales de la Administración de Christie
Encima enero 18, 2014, Zimmer apareció encima Arriba con Steve Kornacki, y dijo que Gobernador de Lugarteniente Kim Guadagno y Comisario del Departamento de New Jersey de Asuntos Comunitarios Constable Rico hubo pressured le para apoyar un Rockefeller proyecto de desarrollo del Grupo en Hoboken en intercambio para la ciudad que recibe Sandy federal adicional alivio ayuda. Encima enero 20 vaya en un programa de CNN y declaró que un mes más temprano, Marc Ferzan, Director de la oficina del Gobernador de Recuperación y Reconstruyendo hubo también pressured le para apoyar más desarrollo en intercambio para fondos de recuperación de Sandy federales. Siguiendo sus aspectos televisivos, la Agencia Federal de Investigación y Abogado de Estados Unidos para el Distrito de New Jersey conoció con Zimmer. También entrevistaron dos de sus asesores y cinco otros testigos potenciales. Zimmer Declaró: “Cuando su investigación procede,  me han preguntado para refrenar de dar cualesquier entrevistas adicionales y yo estoy respetando su petición.” El Christie oficiales de administración rotundamente negaron las alegaciones, un refrán de portavoz " es muy claro partisan la política es en jugar aquí alcaldes tan Democráticos con un hacha política para moler salida del woodwork e intentar conseguir sus caras en televisivos."  Zimmer Dijo haya no venir adelante hasta que después del tan-llamado Bridgegate escándalo (cuál tuvo rompió 10 días más tempranos) porque piense que sus reclamaciones serían no tomados seriamente. Encima enero 31, la ciudad reconoció que haya recibido subpoenas del Abogado de EE.UU. En abril de 2014 el Hoboken el ayuntamiento adoptó una resolución qué dejado el abogado que maneja el asunto a waive abogado@–privilegio de cliente, habilitándole para hablar al Abogado de EE.UU.
Un interno investigative estuvo encargado por el Christie administración y conducido por Randy Mastro de empresa de ley Gibson, Dunn y Crutcher. Zimmer Declinó para participar. Un informe liberado en Marcha 2014 dijo que Mayor Zimmer las alegaciones eran, "en respetos materiales, demonstrably falsos." Y "si intencionado o no,  aparece que Mayor Zimmer percepción subjetiva de acontecimientos ha descrito no refleja realidad objetiva." Zimmer Rechazó el informe tan "tristemente previsible" y dijo sea todavía dispuesta de repetir sus alegaciones bajo juramento, declarando, "Randy Mastro podría haber escrito suyo informar el día esté contratado y salvó los contribuyentes los millones de dólares en costes." En editoriales, la La Estrella-Ledger y The New York Times labeled el informe un "encubrimiento". Tan hizo 56% de votantes de New Jersey en un abril de 2014 encuesta por el Quinnipiac Universitario Encuestando Instituto.
Después de una investigación de 16 meses el Abogado de EE.UU. para NJ concluyó que Zimmer las reclamaciones eran infundadas.  En letras mayo datado 1, 2015 a Guadagno, Constable y Ferzan el Abogado de EE.UU. escribió: "Basado en la evidencia desarrollada durante la investigación y nuestra revisión de ley aplicable,  hemos concluido que no la acción más lejana es warranted en este asunto.  Consiguientemente, la investigación de estas alegaciones ha sido cerrada."

#### Influencia
En 2012 el Hudson Reportero nombró Zimmer cuando #3 en su lista de las 50 personas más influyentes de Hudson Condado entidades, detrás de Del norte Bergen alcalde Nicholas Sacco y alcalde de Ciudad de la Unión Brian P. Stack. Sea ranked #4 en 2013, y #5 en 2014.  En 2015, varios artículos noticiosos señalados a los documentos que muestran una sociedad con su cónyuge como una figura influyente en su administración y Hoboken asuntos de gobierno de la Ciudad.  Esto incitó varios residentes a preocupaciones de voz en una reunión de Ayuntamiento subsiguiente, quién era con energía expulsado por Hoboken presidente de Consejo Bhalla.

## Vida personal
Zimmer está casada con Stan Grossbard, con el que tiene dos hijos. Stan Grossbard es el presidente de la RCDC, una empresa dedicada a la producción de diamantes y wholesaling compañía que mercados el Diamante de Corte Radiante Original, el cual estuvo inventado en 1977 por su padre, Henry Grossbard. Zimmer se ha convertido del Unitarismo al Judaísmo.